# Petra Skogsberg
Petra Maria Skogsberg, född 2 februari 1984, är en svensk tidigare handbollsspelare, med position som vänstersexa.

## Karriär
Karriären startade i Skara HF. När 18-åriga Petra Skogsberg 2002 valde att lämna Skara för Skövde HF, skedde det med en övergångsskandal. Väl i Skövde HF presterade Petra Skogsberg så bra att hon 2005 fick göra landslagsdebut.
Efter tre raka förluster i SM-finaler lämnade Petra Skogsberg Skövde HF 2007 för en proffssejour i Danmark. Första klubb blev Frederikshavn FOX Team Nord. Efter ett år väntade GOG Svendborg TGI. Ekonomiska problem hopades över de danska klubbarna och Petra Skogsberg återvände till Sverige. Hon hade pojkvännen Joakim Svensson spelande för Lugi HF och därför blev det Lugi.
Petra Skogsberg spelade för klubben tre år och det blev två nya SM-finaler som båda förlorades. 2013 valde Petra Skogsberg att flytta hem till Västergötland. Klubbvalet föll på moderklubben Skara HF, där hon spelade med sina systrar under två år. 2015 lade hon skorna på hyllan men fortsatte som assisterande tränare i Skara. Artikeln i Skaraborgs läns tidning  sammanfattar hela Petra Skogsbergs handbollskarriär. 2017 fick Skogsberg göra comeback i Skaratröjan. Det blev också en seger mot lokalrivalen Skövde HF 2017 där Skogsberg bidrog med tre mål.
Landslagskarriären startade 2005 i Skövde. Petra Skogsberg spelade sedan EM 2006 i Sverige, EM 2008 och slutligen VM 2009 i Kina. Petra Skogsberg spelade sin sista landskamp 2010. Sammanlagt blev det 64 A-landskamper och 91 mål för Petra Skogsberg i landslaget. Efter återkomsten till Sverige blev det inga fler landskamper. 
Som spelare utmärktes Petra Skogsberg av sin snabbhet och var en mycket bra kontringsspelare. Som avslutningsalternativ valde hon ofta flipplobbar och knorrar. Hennes skott var inte det allra hårdaste. 